# Dungeon Keeper
Dungeon Keeper är ett datorspel från 1997 av strategityp utvecklat av Bullfrog Productions.
Spelet går i korta drag ut på att bygga ut sitt underjordiska rike, vilket lockar till sig olika varelser. Dessa kan sedan användas i strider för att utföra uppdrag eller förgöra motståndarna. Till skillnad från många andra spel, bygger Dungeon Keeper på att man är ond och slåss mot de goda. Spelet utvecklades av Peter Molyneux och släpptes i juli 1997, och fick då ett varmt mottagande av såväl kritiker som av spelarna.

## Gameplay
I början av en bana så har man ett rum och några impar, som fungerar som arbetare. Dessa kan göra gångar i underjorden, förstärka väggar och gräva fram guld som ger pengar. Det finns även portaler, som är utmärkta på kartan och måste grävas fram. När spelaren tagit en portal kommer det ut olika monster ur den som då ansluter sig till spelarens armé. Man gräver även ut kammare och gör dem till olika rum.